# El ritmo del Chino
"El ritmo del Chino" ("O ritmo do chinês"), às vezes chamado de "El baile del Chino" é uma canção de technocumbia criada para a campanha política das eleições de 2000 do presidente peruano e candidato à reeleição Alberto Fujimori, que é carinhosamente apelidado de El Chino ("o chinês"), pois é de ascendência asiática (japonesa).

## Descrição
A canção foi criada pela jornalista Mónica Zevallos e Carlos Raffo, diretor da campanha fujimorista, e é interpretada por Ana Kohler, que na época era uma das os expoentes mais representativos do gênero tecnocumbia, muito em voga no Peru no final da década de 1990. De acordo com uma reportagem da revista Caretas, a canção seria escrita por Eder Santiago ou Kevin Borda.
Com um ritmo cativante e letra simples, com o refrão de Chino, Chino, Chino, Chino, Chino, o videoclipe da música, usado durante o segundo turno, apresenta imagens de alguns comícios do partido governante Peru 2000 animado por Kohler e seus dançarinos. O envolvimento político em que Kohler esteve envolvido, após os escândalos de corrupção de Fujimori investigados após a renúncia, captura e julgamento de Fujimori, fez com que sua carreira musical terminasse e ele migrou com sua família para os Estados Unidos em 2003.
A música serviu de pano de fundo musical para as apresentações populares do candidato Fujimori, que se apresentou com sua filha Keiko Fujimori, dançando no palco. "El ritmo del Chino" inaugurou uma nova forma populista de campanha eleitoral, preferindo a música da moda a mensagens e propostas políticas.
Em 2018, após o perdão presidencial de Fujimori por Pedro Pablo Kuczynski, uma nova versão da música foi viralizada nas redes sociais.